# Lubuk Sakat
Lubuk Sakat is een bestuurslaag in het regentschap Kampar van de provincie Riau, Indonesië. Lubuk Sakat telt 1464 inwoners (volkstelling 2010).